# Eric Walker
Eric Walker est un acteur américain né le 31 janvier 1970.

## Biographie
Il est connu pour avoir joué Mace Towani dans L'Aventure des Ewoks, un spin-off de la saga Star Wars. N'ayant jamais obtenu la moindre notoriété, il a mis fin à ses activités d'acteur en 2006.

## Filmographie
- 1991 : And You Thought Your Parents Were Weird : Dwayne Kotswinkle
- 1990 : The Marshall Chronicles
- 1989 : She's Out of Control : joueur de volleyball
- 1987 : Less Than Zero : Seth Wells
- 1986 : Little Spies : Scratch
- 1985 : La Bataille d'Endor : Mace Towani
- 1985 : Still the Beaver : Raich
- 1984 : L'Aventure des Ewoks : Mace Towani
- 1983 : Webster : Tiny
- 1982 : Having It All : Peter
- 1982 : The Circle Family : Morris